# تیپ ۳۳ نیروی مخصوص المهدی
تیپ ۳۳ نیروی مخصوص المهدی از تیپ‌های نیروی مخصوص نیروی زمینی سپاه پاسداران انقلاب اسلامی است، که ستاد فرماندهی و پادگان آن در شهر جهرم، استان فارس مستقر می‌باشد. این یگان در اسفندماه ۱۳۶۰ در خلال جنگ ایران و عراق تأسیس شد. در حال حاضر سرتیپ‌دوم پاسدار جواد امیرسالاری فرماندهی این تیپ را برعهده دارد.

## تاریخچه
لشکر ۳۳ المهدی از لشکرهای پیاده سپاه پاسداران انقلاب اسلامی در خلال جنگ ایران و عراق بود، که در عملیات‌های فتح‌المبین، بیت‌المقدس، والفجر ۱ و والفجر ۲، خیبر، بدر، کربلای ۴ و کربلای ۵، بعنوان نیروی عمل‌کننده، مشارکت داشت.
در اسفندماه سال ۱۳۶۰ پیش از اجرای عملیات فتح‌المبین، در پی گسترش سازمان رزم سپاه پاسداران، تیپ ۳۳ المهدی نیز به‌عنوان زیرمجموعه لشکر ۷ فجر، از نیروهای استان‌های فارس، بوشهر و کهگیلویه و بویراحمد، به فرماندهی علی فضلی تشکیل شد. پس از عملیات بیت‌المقدس، در تیرماه ۱۳۶۱ محمدجعفر اسدی به فرماندهی تیپ المهدی منصوب شد و تا پایان جنگ نیز در این جایگاه فعالیت نمود. پس از عملیات والفجر ۸ سازمان این تیپ، به لشکر ارتقاء یافت و از آن پس تحت عنوان لشکر ۳۳ المهدی به فعالیت خود ادامه داد. پس از جنگ ایران و عراق، لشکر ۳۳ المهدی به دو یگان مجزا تقسیم شد، که تیپ نیروی مخصوص ۳۳ المهدی در شهرستان جهرم و تیپ تکاور انصارالحجه در شهرستان فسا، استان فارس مستقر گردید. این یگان هم‌اکنون در قالب تیپ ۳۳ المهدی، به فعالیت خود ادامه می‌دهد.